# Apeiba schomburgkii
Apeiba schomburgkii là một loài thực vật có hoa trong họ Cẩm quỳ. Loài này được Szyszyl. mô tả khoa học đầu tiên năm 1894.